# Ischnochiton examinandus
Ischnochiton examinandus är en blötdjursart som beskrevs av Hull 1923. Ischnochiton examinandus ingår i släktet Ischnochiton och familjen Ischnochitonidae. Inga underarter finns listade i Catalogue of Life.